# Kefar Kama
Kefar Kama (hebr. כפר כמא; arab. كفر كما) – samorząd lokalny położony w Dystrykcie Północnym, w Izraelu.
Miasteczko leży w Dolnej Galilei.

## Demografia
Zgodnie z danymi Izraelskiego Centrum Danych Statystycznych w 2006 roku w osadzie żyło 2,9 tys. mieszkańców.
Populacja osady pod względem wieku (dane z 2006):
| Wiek (w latach) | Procent populacji w % |
| --------------- | --------------------- |
| 0-4             | 8,1%                  |
| 5-9             | 9,1%                  |
| 10-14           | 10,4%                 |
| 15-19           | 9,9%                  |
| 20-29           | 15,5%                 |
| 30-44           | 19,2%                 |
| 45-59           | 17,3%                 |
| ponad 60        | 10,6%                 |

Źródło danych: Central Bureau of Statistics.